# Stanley Elbers
Stanley Elbers (Leiden, 14 mei 1992) is een Nederlands voetballer die als doorgaans aanvaller speelt. 

## Carrière
Elbers begon in de jeugd bij voetbalverenigingen RKSV DoCoS en UVS uit Leiden, voor hij in de jeugdopleiding van ADO Den Haag kwam. Vanaf april 2011 mocht hij met de eerste selectie trainen en op 28 augustus 2011 maakte hij zijn debuut in de eredivisie. In de uitwedstrijd tegen de Graafschap, stond hij in het basiselftal. Hij speelde twintig wedstrijden, maar scoorde niet.
Elbers verhuisde in de zomer van 2013 naar Helmond Sport, op dat moment actief in de Eerste divisie. Hier werd hij basisspeler en maakte hij zijn eerste doelpunten in het betaald voetbal. In de competitie van 2014/15 trof hij dertien keer doel.
Elbers tekende in augustus 2015 een contract tot medio 2018 bij SBV Excelsior, wat voor hem een terugkeer in de Eredivisie betekende. In 2018 liep zijn contract af en medio augustus verbond hij zich voor twee seizoenen aan PEC Zwolle.. In het seizoen 2019/20 wordt Elbers verhuurd aan RKC Waalwijk, nadat hij bij PEC op een zijspoor was beland. Hierna liep zijn contract af. In september 2020 ging hij naar het Roemeense FC Hermannstadt.

### Carrièrestatistieken
| Seizoen         | Club            | Competitie      | Competitie | Competitie | Beker | Beker | Internationaal | Internationaal | Overig | Overig | Totaal | Totaal |
| Seizoen         | Club            | Competitie      | Wed.       | Dlp.       | Wed.  | Dlp.  | Wed.           | Dlp.           | Wed.   | Dlp.   | Wed.   | Dlp.   |
| --------------- | --------------- | --------------- | ---------- | ---------- | ----- | ----- | -------------- | -------------- | ------ | ------ | ------ | ------ |
| 2011/12         | ADO Den Haag    | Eredivisie      | 15         | 0          | 1     | 0     | 0              | 0              | 0      | 0      | 16     | 0      |
| 2012/13         | ADO Den Haag    | Eredivisie      | 6          | 0          | 2     | 0     | 0              | 0              | 0      | 0      | 8      | 0      |
| 2013/14         | Helmond Sport   | Eerste divisie  | 31         | 4          | 1     | 0     | 0              | 0              | 0      | 0      | 32     | 4      |
| 2014/15         | Helmond Sport   | Eerste divisie  | 33         | 13         | 0     | 0     | 0              | 0              | 0      | 0      | 33     | 13     |
| 2015/16         | Helmond Sport   | Eerste divisie  | 3          | 1          | 0     | 0     | 0              | 0              | 0      | 0      | 3      | 1      |
| 2015/16         | Excelsior       | Eredivisie      | 18         | 0          | 1     | 0     | 0              | 0              | 0      | 0      | 19     | 0      |
| 2016/17         | Excelsior       | Eredivisie      | 30         | 8          | 1     | 0     | 0              | 0              | 0      | 0      | 31     | 8      |
| 2017/18         | Excelsior       | Eredivisie      | 24         | 3          | 0     | 0     | 0              | 0              | 0      | 0      | 24     | 3      |
| 2018/19         | PEC Zwolle      | Eredivisie      | 23         | 1          | 1     | 0     | 0              | 0              | 0      | 0      | 24     | 1      |
| 2019/20         | PEC Zwolle      | Eredivisie      | 2          | 0          | 0     | 0     | 0              | 0              | 0      | 0      | 2      | 0      |
| 2019/20         | → RKC Waalwijk  | Eredivisie      | 12         | 1          | 0     | 0     | 0              | 0              | 0      | 0      | 12     | 1      |
| 2020/21         | FC Hermannstadt | Roemenië Liga 1 | 6          | 0          | 0     | 0     | 0              | 0              | 0      | 0      | 6      | 0      |
| Carrière totaal | Carrière totaal | Carrière totaal | 213        | 31         | 7     | 0     | 0              | 0              | 0      | 0      | 220    | 31     |

## Interlandcarrière
Nederlands beloftenelftal
Op 6 februari 2013 debuteerde Elbers in het Beloftenelftal, tijdens een vriendschappelijk duel tegen de Ierse beloften. De wedstrijd ging verloren met 3–0.
| Interlands van Stanley Elbers voor Nederlands beloftenelftal | Interlands van Stanley Elbers voor Nederlands beloftenelftal | Interlands van Stanley Elbers voor Nederlands beloftenelftal | Interlands van Stanley Elbers voor Nederlands beloftenelftal | Interlands van Stanley Elbers voor Nederlands beloftenelftal | Interlands van Stanley Elbers voor Nederlands beloftenelftal |
| №                                                            | Datum                                                        | Wedstrijd                                                    | Uitslag                                                      | Soort Wedstrijd                                              | Doelpunten                                                   |
| Als speler bij ADO Den Haag                                  | Als speler bij ADO Den Haag                                  | Als speler bij ADO Den Haag                                  | Als speler bij ADO Den Haag                                  | Als speler bij ADO Den Haag                                  | Als speler bij ADO Den Haag                                  |
| ------------------------------------------------------------ | ------------------------------------------------------------ | ------------------------------------------------------------ | ------------------------------------------------------------ | ------------------------------------------------------------ | ------------------------------------------------------------ |
| 1.                                                           | 6 februari 2013                                              | Ierland – Nederland                                          | 3 – 0                                                        | Vriendschappelijk                                            | 0                                                            |